# Xosablatta inconspicua
Xosablatta inconspicua är en kackerlacksart som först beskrevs av Brunner von Wattenwyl 1865.  Xosablatta inconspicua ingår i släktet Xosablatta och familjen småkackerlackor. Inga underarter finns listade i Catalogue of Life.